# Bernard Borderie
Bernard Borderie (Párizs, 1924. június 10. – Párizs, 1978. május 28.) francia filmrendező, forgatókönyvíró. Édesapja, Raymond Borderie (1897-1982) francia filmproducer volt.

## Életpályája
Az École des Beaux-Arts növendéke volt, s mint évfolyamának legkiválóbbja végzett a festő szakon. A filmmel 1944-ben került kapcsolatba, amikor Marcel Carné forgatócsoportjában vállalt munkát A Szerelmek városa (1945) felvételeinél. 1949-ben mutatkozott be egy rövidfilmmel. 1952-ben tért át a normál terjedelmű játékfilmre. 1964–1968 között az Angeliqué-sorozat több részének filmrendezője volt. 1971-től kizárólag a televíziónak dolgozott.

## Munkássága
Könyve jelent meg A nyitott ketrec címmel. Jean Dréville, Pierre Billon, Henri Decoin, Carlo Rim, Jacqueline Audry, Léonide Moguy asszisztenseként sajátított el a gyakorlatban a mesterség alapjait. Főként a kommersz műfajban aratott sikert részint kalandtörténetekkel, résznt romantikus históriákkal. Édesapjával több közös filmjük is volt. Filmre vitte többek között Rocambole-t (1963) és A három testőrt (1961). Olyan művészekkel dolgozott együtt mint például René Moulaert, Jacques Toja, Michéle Mercier, Christian Gaudin, Rosine Delamare és Henri Persin.

## Filmjei
- Szappangyártás (La fabrication du savon) (1949)[1]
- A szőke démon (1953)[1]
- A nagyfőnök (1960)
- A három testőr I. A királynő nyakéke (1961)[1]
- A három testőr II. A Milady bosszúja (1961)[1]
- Rocambole (1963)
- Pardaillan lovag (1964)
- Angélique, az angyali márkinő (1964)[1]
- Angélique és a király (1966)[1]
- Hét katona meg egy lány (1967)
- A legyőzhetetlen Angélique (1967)
- Angélique és a szultán (1968)[1]
- Catherine (1969)

## Művei
- A nyitott ketrec

## Fordítás
- Ez a szócikk részben vagy egészben  a   Bernard Borderie című német Wikipédia-szócikk fordításán alapul.  Az eredeti cikk szerkesztőit annak laptörténete sorolja fel. Ez a jelzés csupán a megfogalmazás eredetét és a szerzői jogokat jelzi, nem szolgál a cikkben szereplő információk forrásmegjelöléseként.